# 교황 요한 8세
교황 요한 8세(라틴어: Ioannes PP. VIII, 이탈리아어: Papa Giovanni VIII)는 제107대 교황(재위: 872년 12월 13일 ~ 882년 12월 16일)이다. 9세기에 재임한 교황들 가운데 훌륭한 교황 중 하나로서 손꼽히나 불행하게도 최초로 암살된 교황이다.

## 생애
로마 태생으로 아버지의 이름은 군도(Gundo)이다. 어린 시절에 그는 아글라브 왕조의 로마 약탈을 목격하였다. 교황 레오 4세와 가까운 동료였던 그는 852년에 수석부제로 서품되었다. 교황 니콜라오 1세의 정책들에 대해 강력하게 지지했으며, 교황 하드리아노 2세의 중재에도 힘을 보탰다. 교황으로 선출된 후, 요한 8세가 재임기간 동안 이룩한 개혁들 중에서 가장 두드러진 것은 로마 교황청의 행정조직을 개편한 것이다. 그는 캄파니아와 사르비나 언덕을 습격한 사라센족에 맞서기 위해서 신성 로마 제국의 카를 2세와 프로방스 백작 보소에게 군사 지원을 요청하였다. 그러나 그의 노력은 실패로 끝났으며, 시칠리아 토후국으로부터 조공을 바칠 것을 강요받게 되었다.
873년 요한 8세는 메토디오가 감금되어 있다는 사실을 알게 되었다. 메토디오는 전례 언어로 슬라브어를 사용하는 것을 반대한 독일인 적대자들에 의해 감금되어 있는 상태였다. 요한 8세는 메토디오가 풀려날 때까지 바이에른 전역에서 미사가 봉헌되는 것을 금지한다고 발표하였다. 그 결과, 메토디오는 다시 자유의 몸이 되었다. 요한 8세는 메토디오가 일리리쿰에서 다시 주교로 활동할 수 있도록 허락했지만, 슬라브어로 미사를 집전하는 것은 금지하였다.
876년 요한 8세는 이슬람교도들의 노략질에 맞서 살레르노와 카푸아, 나폴리, 가에타, 아말피 등 이탈리아 도시들과의 동맹을 결성하기 위해 캄파니아 전역을 직접 두루 돌아다녔다. 더불어 로마의 성벽을 견고하게 하고 해군을 창설하여 스스로 사령관이 되어 해협을 방어하였다. 876년 4월 요한 8세는 자신이 전력을 보강한 해군 함대를 이끌고 사라센 함대에 맞서 싸워 승리하였으며, 그때 생포한 600명이 넘는 포로를 풀어 주었다. 877년 5개 도시 모두 대표자들을 파견하여 교황의 동맹 제의를 받아들이겠다는 뜻을 전했다.
879년 요한 8세는 과거 869년 교황 하드리아노 2세로부터 단죄받은 포티오스가 콘스탄티노폴리스 총대주교로 복직하는 것을 받아들였다. 878년 그는 서프랑크의 루이 2세 대관식을 집전하였다. 또한, 그는 카를 2세와 카를 3세 등 신성 로마 제국의 황제 두 명을 도유하였다. 보리스 1세의 제안을 받아들여 불가리아 교회를 로마 교회에 귀속시키려고 했으나 실패하였다. 결국 불가리아 교회는 콘스탄티노폴리스 교회에 귀속되고 말았다. 그대신 크로아티아 교회는 귀속시킬 수 있었다. 882년 12월 예수 성탄 대축일을 앞두고 자신의 친척들에게 암살당했다. 암살자들은 그를 독살시키려고 하였으나 그에게 먹인 독의 치사량이 부족하여 쉽게 숨을 거두지 않자 망치로 때려 살해했다. 암살된 동기는 불분명하다.

## 같이 보기
- 여교황 요안나